# 常綠乔木
常綠喬木是一種全年有綠葉的且株型較大的喬木，每年都會有葉長出和脫落，因此全年常綠。這喬木的葉可生存期可達到一至兩年或更長，但很少有物種可以保持葉子存在超過5年的，這種喬木由於具有四季常青的特性，因此常被用來作為綠化的首選植物，由於它們常年保持綠色，其美化和觀賞價值更高。常見的常綠喬木如大葉女貞、白皮松、華山松、廣玉蘭、馬尾松、雲杉。

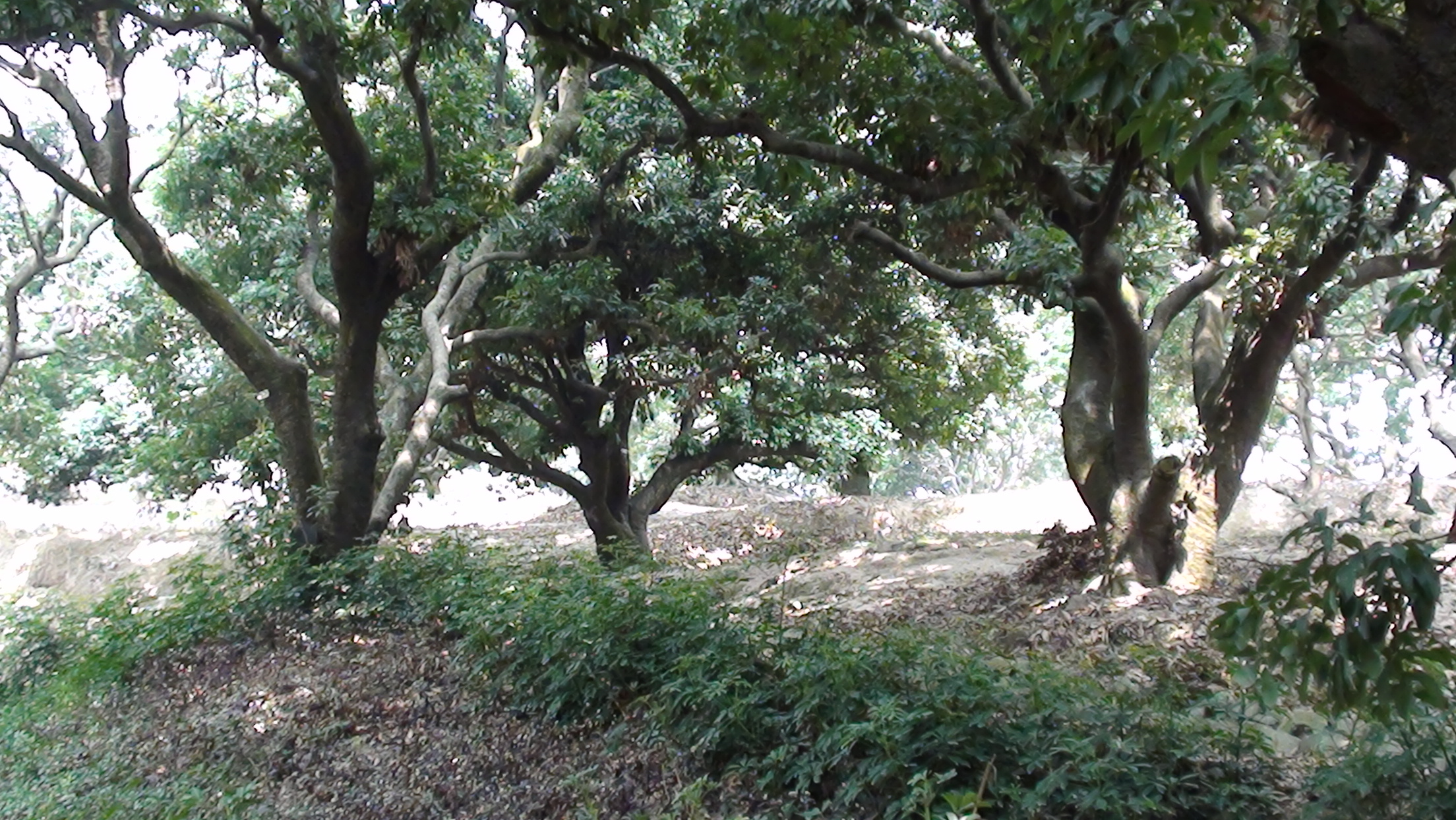
常綠喬木〔荔枝树〕